# گوشت سفید

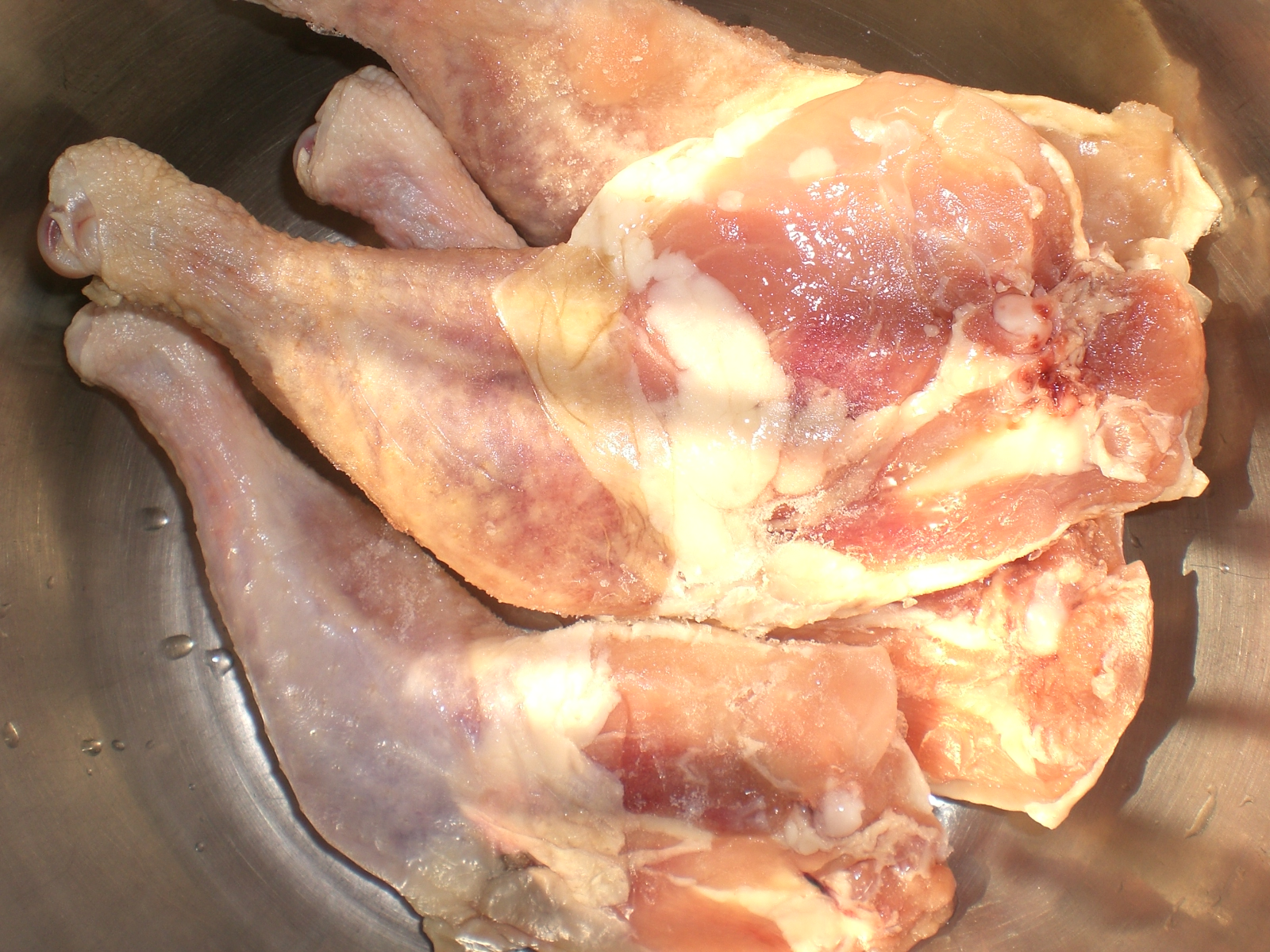
گوشت مرغ، رایج‌ترین گوشت سفید است.

گوشت سفید یکی از انواع گوشت است که اصطلاحاً به گوشت پرندگان و ماکیانی چون مرغ، بوقلمون، بلدرچین،و در برخی منابع ماهی گفته می‌شود. معمولاً به گوشت چهارپایان، گوشت قرمز گفته می‌شود. در اصطلاح عامیانه، گوشت سفید به گوشتی گفته می‌شود که رنگش در مقایسه با گوشت قرمز روشن‌تر باشد.

## گوشت پرندگان خانگی
رنگ گوشت ماکیان بر اساس نوع قرارگیری بافت‌ها و کاربرد آن‌ها متفاوت است. گوشت پاها به دلیل آن‌که وزن پرنده را هنگام حرکت کردن تحمل می‌کنند تیره‌تر است. این ماهیچه‌ها برای تحمل کردن و استفادهٔ طولانی مدت طراحی شده‌اند و شامل مقدار زیادی میوگلوبین هستند تا بتوانند از مقدار زیادی اکسیژن برای تنفس استفاده کنند. در مقابل، رنگ گوشت سینهٔ پرندگانی چون، مرغ و بوقلمون که پرواز نمی‌کنند و روی زمین هستند روشن است و نیاز کمتری به میوگلوبین دارد. رنگ گوشت پرندگانی چون غازها و اردک‌ها که برای پرواز از سینهٔ خود استفاده می‌کنند تیره‌تر است.
گوشت بوقلمون، هم شامل گوشت سفید و هم گوشت قرمز می‌شود. ناحیهٔ سینه دارای گوشت سفید است که ۶۵ درصد از گوشت بوقلمون را تشکیل می‌دهد و گوشت پاها، گوشت قرمز است که ۳۵ درصد آن را شامل می‌شود. گوشت سفید بوقلمون دارای پروتئین بالا و چربی کم است.

## ارزش غذایی
در هر ۱۰۰ گرم گوشت مرغ، حدود ۱۹۰ کیلو کالری انرژی و ۸۹ میلی‌گرم کلسترول دارد که در مقایسه با گوشت قرمز میزان کلسترولش کمتر است.
در هر ۱۰۰ گرم گوشت بوقلمون ۱۳ درصد چربی و ۲۷ درصد پروتیین موجود است. در این مقدار ۹٫۲ میلی‌گرم روی و ۹٫۱ میلی‌گرم آهن وجود دارد.